# São Francisco de Paula (Minas Gerais)
São Francisco de Paula est une municipalité brésilienne de l'État du Minas Gerais et la microrégion d'Oliveira.